# Louis Bennett
Louis Bennett (Estados Unidos; 2 de noviembre de 1998) es un futbolista estadounidense. Juega como mediocampista y actualmente milita en Anorthosis Famagusta de la Primera División de Chipre.

## Clubes
| Club                 | País   | Año           |
| -------------------- | ------ | ------------- |
| Anorthosis Famagusta | Chipre | 2016-presente |